# 1805年1月30日日食
1805年1月30日日食为一次在协调世界时1805年1月30日出現的日偏食。該次日食食分為0.1675。

## 概述
這次日食的食分是0.1675。

## 基本參數
- 類型：日偏食
- 食甚資料：
  - 日期：1805年1月30日
  - 時間：18時57分1秒
  - 地點：63N 153W
  - 食分：0.1675

## 外部連結
- NASA日食專頁（页面存档备份，存于）（英文）